# Ermelinde Wertl
Ermelinde Wertl (znana również jako Linde Wertl, ur. 27 marca 1934 w Guggenbach w gminie Übelbach, zm. w lipcu 2004 w Wiedniu) – austriacka tenisistka stołowa, wielokrotna medalistka mistrzostw świata.
Swoje pierwsze medale mistrzostw świata – dwa srebrne Wertl zdobyła w 1951 w mikście z reprezentantem Jugosławii Vilimem Harangozo oraz w grze drużynowej z Gertrude Pritzi i Gertrude Wutzl. Na kolejnych MŚ (1952) zdobyła dwa brązowe medale – w grze pojedynczej i w deblu ze Szkotką Helen Elliot. Podczas mistrzostw świata 1953 zajęła 2. miejsce w mikście razem z Žarko Dolinarem z Jugosławii, 3. miejsce w deblu wraz z Angielką Katleen Best oraz 3. miejsce w grze drużynowej z Friederike Lauber i Gertrude Pritzi. Rok później, na MŚ 1954 wraz z Dolinarem zdobyła brąz w mikście, a w 1955 srebro w grze pojedynczej. Łącznie podczas mistrzostw świata w latach 1951-1955 zdobyła 9 medali – 4 srebrne i 5 brązowych.